# خلوم (ناحیه بنشوف)
خلوم (به چکی: Chlum) یک منطقهٔ مسکونی در جمهوری چک است که در ناحیه بنشوو واقع شده‌است. خلوم ۴٫۱۹ کیلومتر مربع مساحت و ۱۳۸ نفر جمعیت دارد.